# Dorian Astor
 (avril 2019).
Si vous disposez d'ouvrages ou d'articles de référence ou si vous connaissez des sites web de qualité traitant du thème abordé ici, merci de compléter l'article en donnant les références utiles à sa vérifiabilité et en les liant à la section « Notes et références ».
Pour les articles homonymes, voir Astor.
Dorian Astor, né à Béziers en 1973, est un philosophe et germaniste français, spécialiste de Nietzsche. Il est ancien élève de l'Ecole normale supérieure, agrégé d'allemand et docteur en philosophie.

## Biographie
Après une hypokhâgne et deux khâgnes au lycée Louis-le-Grand, il intègre l'École normale supérieure (Paris) en 1994, obtient l'agrégation d'allemand en 1997 et rejoint le Conservatoire d'Amsterdam où il poursuit un cursus de chant (contre-ténor) dans la classe de Udo Reinemann. Avec l’ensemble Galuppi et la soprano Chantal Santon, il donne des concerts de musique baroque italienne ; avec l’ensemble Phoenix Rising, il se produit en Grande-Bretagne, aux Pays-Bas et en Suède dans les répertoires baroques français et anglais ; avec le groupe néerlandais Apollo Ensemble, il tient en 2002, le rôle-titre de l’Actéon de Charpentier en tournée aux Pays-Bas ; avec l’ensemble BarockOpera Amsterdam, il est contre-ténor solo du King Arthur d'Henry Purcell en tournée en France et aux Pays-Bas (2003). À cette période, il se produit dans divers festivals en France, aux Pays-Bas, en Belgique, en Grande-Bretagne et en Suède. En 2005, il décide de mettre un terme définitif à son activité de chanteur.
Entre 2003 et 2014, il travaille comme dramaturge, rédacteur et conférencier (Opéra Orchestre national Montpellier Languedoc-Roussillon, Scène Nationale d'Orléans, Opéra National de Paris et Péniche Opéra). De 2013 à 2019, il est codirecteur artistique (avec Markus Hadulla et Charles Fabius) des Heures Romantiques entre Loir et Loire, une académie internationale créée en 1997 par Udo Reinemann et consacrée au Lied et à la Mélodie. En 2014, il écrit le livret de Chantier Woyzeck, un opéra d’Aurélien Dumont, d’après Büchner (création mondiale au Théâtre Jean-Vilar de Vitry-sur-Seine en mai 2014).
Auteur d'éditions pédagogiques aux éditions Gallimard (dans les collections dirigées par Véronique Jacob), il publie également ses premières traductions de l'allemand. De 2008 à 2010, il est assistant d'édition chez Gallimard pour la collection "Du Monde Entier" dirigée par Jean Mattern. Il publie parallèlement les biographies de Lou Andreas-Salomé (Gallimard, coll. « Folio biographies », 2008) et de Friedrich Nietzsche (Gallimard, coll. « Folio biographies », 2011).
Il rejoint Berlin en 2010 et publie l'essai Nietzsche. La détresse du présent (Gallimard, « Folio essais », 2014).
De 2015 à 2018, il bénéficie d'un contrat doctoral à l'École Polytechnique afin d'effectuer une thèse de philosophie consacrée à la notion de perspectivisme, sous la direction de Michaël Foessel. Il axe principalement sa recherche sur les homologies structurelles que l'on peut établir entre les perspectivismes de Leibniz, Nietzsche, Whitehead et Deleuze, et s'interroge sur les enjeux contemporains possibles d'une cosmopolitique perspectiviste. Il accède au grade de docteur en philosophie en juin 2021.
En 2016, il publie l'essai Deviens ce que tu es. Pour une vie philosophique (éditions Autrement), sur la formule de Pindare reprise par Nietzsche. En 2017, il dirige l'édition du Dictionnaire Nietzsche (Robert Laffont, coll. « Bouquins »), devient membre du groupe HyperNietzsche et chercheur associé à l’ITEM (équipe "Nietzsche et son temps"), une unité de recherche du Centre National de la Recherche Scientifique et de l’École normale supérieure. Il poursuit, avec Marc de Launay, l'édition des Œuvres de Nietzsche dans la Bibliothèque de la Pléiade. En 2020, il publie La passion de l'incertitude, aux éditions de l'Observatoire, dans la collection "La Relève" dirigée par Adèle van Reeth.
De 2018 à 2020, il vit à Strasbourg où, tout en poursuivant ses activités, il est chargé de travaux dirigés à l'université Marc Bloch. En 2020, il collabore avec Dooz Kawa sur deux chansons de son album Nomad's Land. La même année, il s'établit à Lespignan (Hérault), le village de son enfance.
Depuis la saison 2020-2021, il est le dramaturge de l'Opéra national du Capitole de Toulouse (Théâtre du Capitole).

## Ouvrages
- La passion de l'incertitude, Éditions de l'Observatoire, coll. "La Relève", 2020
- Deviens ce que tu es. Pour une vie philosophique, éd. Autrement, 2016/2023
- Nietzsche. La détresse du présent, Gallimard, « Folio essais », 2014[1]
- Comprendre Wagner, avec H. Grampp, éd. Max Milo, 2013
- Friedrich Nietzsche, Gallimard, coll. « Folio biographies », 2011
- Opéra-ci, opéra-là, avec P. Taïeb et G. Courchelle, Gallimard, 2009
- Lou Andreas-Salomé, Gallimard, coll. « Folio biographies », 2008

### Édition et direction d’ouvrages
- Friedrich Nietzsche, Œuvres, tome III, avec Marc de Launay (dir.), Gallimard, "Bibliothèque de la Pléiade", 2023
- Friedrich Nietzsche, Œuvres, tome II (Humain, trop humain; Aurore; Le Gai Savoir), avec Marc de Launay (dir.), Gallimard, "Bibliothèque de la Pléiade", 2019
- Dictionnaire Nietzsche¸ Robert Laffont, coll. « Bouquins », 2017[2]
- Pourquoi nous sommes nietzschéens, avec A. Jugnon, Les Impressions nouvelles, 2016
- Richard Wagner, Ma Vie, Perrin, 2012
- Friedrich Nietzsche, Ecce Homo, Gallimard, coll. « Folio bilingue », 2012
- Werner Spies, Un inventaire du regard. Écrits sur l'art et la littérature, 10 vol., Gallimard, 2011

### Principales traductions
- Sigmund Freud, L'homme Moïse et la religion monothéiste, GF Flammarion, 2019
- Sigmund Freud & Eugen Bleuler, Lettres. 1904-1937, Gallimard, coll. « Connaissance de l’inconscient », 2016
- Sigmund Freud, Totem et tabou, GF Flammarion, 2013
- Sigmund Freud, L’Avenir d’une illusion, nouvelle traduction, GF Flammarion, 2011
- Sigmund Freud, Le Malaise dans la culture, nouvelle traduction, GF Flammarion, 2010
- Werner Hoffmann, L'Art fantastique, Actes Sud, 2010
- Gerrit Engel, Berlin, Actes Sud, 2009

### Éditions pédagogiques
(aux éditions Gallimard, coll. "Folioplus classiques", "Folioplus Philosophie" et "Bibliothèque Gallimard")
- Kafka, Lettre au père, 2010
- Nietzsche, Vérité et mensonge au sens extra-moral, 2009
- Nietzsche, La généalogie de la morale, 2e dissertation, 2006
- Rilke, Lettres à un jeune poète, 2006
- Van Gogh, Lettres à Théo, 2005
- Madame de la Fayette, La Princesse de Clèves, 2005
- Corneille, Le Cid, 2004
- Kafka, Le procès, 2004
- Kafka, La métamorphose, 2004
- E.T.A Hoffmann, Le Marchand de sable, 2003
- Goethe, Faust, 2002

### Livrets d'opéra
- Voyage d'automne, opéra de Bruno Mantovani, Opéra national du Capitole de Toulouse (Théâtre du Capitole), création mondiale en novembre 2024
- Le Bus Papageno, d'après Mozart, spectacle itinérant, Opéra national du Capitole de Toulouse  (Théâtre du Capitole), création en mai 2024
- Le Bus Figaro, d'après Rossini, spectacle itinérant, Opéra national du Capitole de Toulouse  (Théâtre du Capitole), création en mai 2022
- La Péniche Offenbach, spectacle-promenade, Théâtre du Capitole et Ensemble Justiniana, création en août-septembre 2021
- Orphée, opéra pour enfants de Jean-François Verdier, création au Théâtre du Capitole de Toulouse en juin 2019
- Chantier Woyzeck, opéra d’Aurélien Dumont, d’après Büchner, création au Théâtre Jean Vilar de Vitry-sur-Seine en mai 2014

### Ouvrages parus en traduction
- La zozobra del presente, trad. en espagnol par J. Bayod, Barcelona, Acantilado, 2018
- Lou Andreas-Salomé, trad. en portugais par J. da Rosa Simões, Porto Alegre, L&PM Pocket, 2015
- Nietzsche, trad. en portugais par G de Azambuja Feix, Porto Alegre, L&PM Pocket, 2013

### Principaux articles
- « "Je l'inspire avec orgueil et l'expire avec mépris". Canetti lecteur de Nietzsche? », in Elias Canetti, Revue Europe, n° 1093, mai 2020, p. 69-82
- « Perspectivisme postcritique. Vers une cosmopolitique de l’amour ? », in : Postcritique, dir. L. De Sutter, PUF, 2019
- « Relativisme ou relationnisme ? Le concept de réalité chez Nietzsche et Whitehead », in : Nietzsche et le relativisme, dir. O. Tinland et P. Stellino, Bruxelles, éditions Ousia, 2019
- « The New Patrons or Society’s Auto-affection », in : Reclaiming Art. Reshaping Democracy, dir. E. Zhong Mengual et X. Douroux, Les Presses du réel, 2017, p. 353-368
- « Le penseur inactuel face à l’actualité » (p. 6-9) ; « L’illusoire passion de connaître » (p. 32-35) ; « Homo democraticus, espèce menacée ? » (p. 86-89) in : Nietzsche. Le lanceur d'alerte, Hors-série L'Obs, septembre-octobre 2016
- « Un monde sans colère ? », in : Colères, revue Esprit n° 423, mars-avril 2016, p. 178-200
- « Des monstres de courage et de curiosité », in : Pourquoi nous sommes nietzschéens, dir. D. Astor et A. Jugnon, Les Impressions nouvelles, 2016, p. 271-283
- « Que reste-t-il de l’antisystème ? », in : Nietzsche. L'antisystème, Hors-série Philosophie Magazine, été 2015, p. 139-142
- « Rien de nouveau ne doit advenir », in : Redrum. À la lettre contre le fascisme, dir. A. Jugnon, Les Impressions nouvelles, 2015, p. 73-78
- « Rossini, musicien de l’avenir. Nietzsche et Peter Gast à la découverte de la grande santé rossinienne, in : Nietzsche. Les textes sur Wagner, dir. C. Denat et P. Wotling, Éditions et presses universitaires de Reims / Épure, 2015, p. 165-195 (Une version en portugais a paru sous le titre : « Rossini, músico do futuro. Nietzsche e Peter Gast na descoberta da grande saúde rossiniana », in Cadernos Nietzsche, vol. 38, n°1, 2017, p. 148-183)
- « Le perspectivisme, “génie de la justice”. Grandes politiques de Nietzsche et de Platon », in : Prospettive. Omaggio a Giuliano Campioni, a cura di P. D'Iorio, M.C. Fornari, L. Lupo, C. Piazzesi, Edizioni ETS, 2015, p. 141-146
- « Nietzsche, le saint Janvier de Naples », in : Le Trésor de Naples, Gallimard / Musée Maillol, 2014
- « Le castrat, l’ascèse et la puissance », in : Opéra, Pylône n°9, 2013, p. 86-89
- « “L’idée d’une âme-sœur” : la “biographie intérieure” de Nietzsche par Lou Andreas-Salomé », in : Lou Andreas-Salomé, muse et apôtre, dir. P. Hummel, Philologicum, 2011, p. 231-250
- « “La partie musicale du paysage”. Musique et peinture dans le romantisme allemand », in : L’Art du paysage, revue TDC n° 1012, 2011
- « Humain, trop humain » (p. 7-16) ; « « La philosophie à coups de marteau. Textes choisis » (p. 23-57) ; « Lexique » (p. 113-119), in : Friedrich Nietzsche. L’Éternel retour, Hors-série Le Monde, juin 2011
- « Dossier Lou Andreas-Salomé », Philosophie magazine n° 31, été 2009
- « Le romantisme allemand et la musique », in : Le Romantisme, revue TDC n° 970, février 2009

### Entretiens et conférences
- « Nietzsche et l'histoire, Nietzsche dans l'histoire », entretien avec Julien Théry dans La grande H., l'émission d'histoire du Média, 17 juillet 2019
- « Le Dionysos de Nietzsche », juin 2019
- « Cherchez l'erreur ! », conférence du 17 octobre 2018 à l'École des Beaux-Arts de Marseille
- « Volonté de néant. Wagner et Schopenhauer », conférence du 17 mars 2018, Cercle Richard Wagner de Lyon

### Vidéos
- « Un livre, un opéra », série pédagogique sur la genèse des opéras, Opéra national du Capitole de Toulouse (Théâtre du Capitole)